# Фотош
Фотош (рум. Fotoș) — село у повіті Ковасна в Румунії. Входить до складу комуни Гідфалеу.
Село розташоване на відстані 163 км на північ від Бухареста, 7 км на північний схід від Сфинту-Георге, 33 км на північний схід від Брашова.

## Населення
За даними перепису населення 2002 року у селі проживали 364 особи, з них 363 особи (99,7%) угорців. Рідною мовою 362 особи (99,5%) назвали угорську.